# 奥列西·冈察尔
奥列西·捷连季耶维奇·冈察尔（羅馬化：Oles Terentiiovych Honchar；1918年4月3日—1995年7月14日），苏联烏克蘭裔作家，乌克兰作协主席，是乌克兰民族文学奠基者。在蘇聯勃列日涅夫统治时期遭到當局打壓，作品长期不能出版。

## 生平
1918年，出生于乌克兰波尔塔瓦州。1938年，进入哈尔科夫市国立高尔基大学，师从乔治·谢维廖夫。1941年，征召赴前线。1950年，随团访问北京、上海。1969年，任乌克兰作协主席。1971年，任苏联作协书记处书记。1978年，为乌克兰科学院院士。1995年，卒于基辅。

## 作品
- 《人和武器》
- 《阿尔卑斯山》
- 《蓝色的多瑙河》
- 《金色的布拉格》
- 《大地在咆哮》
- 《塔弗里亚》
- 《飓风》
- 《你的霞光》
- 《米基达.布拉图斯》
- 《让灯塔亮着》
- 《达佛里雅》
- 《彼列柯普》
- 《青年近卫军》
- 《永不掉队》
- 《小铃铛》
- 《你的霞光》